# Alice et les Félins
Alice et les Félins (titre original : The Search for the Silver Persian, littéralement : À la recherche du persan argenté) est le 114e roman de la série américaine Alice (Nancy Drew en VO) écrit par Caroline Quine, nom de plume collectif de plusieurs auteurs. 
Aux États-Unis, le roman a été publié pour la première fois en 1993 par Simon & Schuster (New York). En France, il est paru la première fois en 1996 chez Hachette dans la collection « Bibliothèque verte » sous le numéro 490 et n'a pas été réédité en France depuis l'an 2000.

## Résumé
Remarque : le résumé est basé sur l'édition cartonnée parue en 1996 en langue française.
Alice et ses amies Bess et Marion, se rendent à une exposition féline internationale dans leur ville de River City. Elles y rencontrent leur ancienne baby-sitter, Andrea, venue faire concourir son magnifique chat persan, Pacha, déjà choisi pour être la vedette d'un futur spot publicitaire. 
Mais Pacha est enlevé avant même le début de l'exposition. À qui profite la disparition de Pacha, l'un des favoris du concours ? Les pistes sont nombreuses, mais elles ne vont pas décourager Alice.

## Personnages

### Personnages récurrents
- Alice Roy, jeune fille blonde de dix-huit ans[2], fille de l'avocat James Roy, orpheline de mère.
- Bess Taylor, jeune fille blonde et rondelette, une des meilleures amies d'Alice.
- Marion Webb, jeune fille brune et sportive, cousine germaine de Bess Taylor et une des meilleures amies d'Alice.
- James Roy[3], avoué de renom, père d'Alice Roy, veuf.
- Sarah, la fidèle gouvernante des Roy, qui a élevé Alice à la mort de sa mère.

### Personnages spécifiques à ce roman
- Andrea Cassidy, l'ancienne baby-sitter d'Alice, Bess et Marion.
- Ted Cassidy, le mari d'Andrea, propriétaire d'une épicerie de luxe à River City.
- Winona Bell, dame rondelette de 60 ans, éleveuse de chats.
- Sean Dunleavy, célèbre éleveur anglais de chats, petit homme blond à moustache.
- Gillian Samms, la jeune assistante de Sean Dunleavy.
- Kara Kramer, femme de 40 ans, directrice de l'agence publicitaire Simon & Ross.
- Matthew Sweeney, président-directeur-général de l'agence publicitaire Simon & Ross.
- J. Reese, directeur de l'exposition féline internationale de River City.
- Neal, assistant de ?, beau jeune homme qui plaît à Bess.

## Éditions françaises
- 1996 : Éditions Hachette, collection Bibliothèque verte, souple (français, version originale), volume au fond bleu marine, no 490. Illustré par Pierre-Olivier Vincent (8 illustrations in-texte en noir et blanc de pleine page). Couverture illustrée par Philippe Daure[4]. Texte français de Jean Esch. 15 chapitres. 255 p.

- 1998 : Éditions Hachette, collection Bibliothèque verte, souple (français, version originale), no 490. Réédition. Illustré par Pierre-Olivier Vincent. Couverture illustrée par Philippe Daure[4]. Texte français de Jean Esch. 15 chapitres. 255 p.